# Protéine découplante

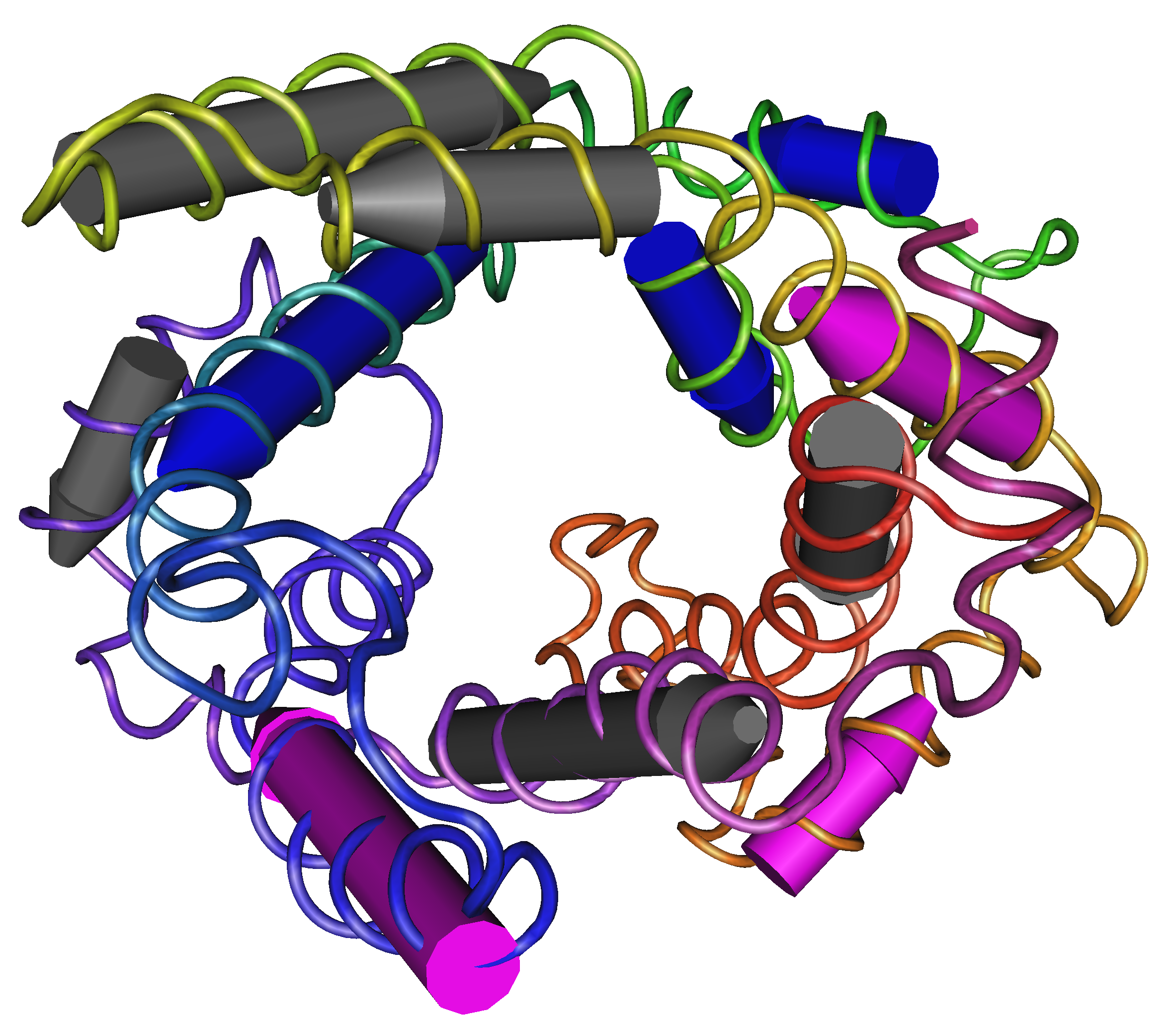
Structure de l'UCP2.

Une protéine découplante est une protéine membranaire qui agit en permettant la diffusion des protons à travers la membrane mitochondriale interne, ce qui a pour effet de dissiper le gradient de concentration de protons entre l'espace intermembranaire mitochondrial et la matrice mitochondriale. C'est ce gradient électrochimique qui assure le couplage chimiosmotique de la chaîne respiratoire avec la phosphorylation de l'ADP en ATP dans le cadre de la phosphorylation oxydative. 
Cinq protéines découplantes sont connues chez les mammifères :
- UCP1, ou thermogénine
- UCP2
- UCP3
- SLC25A27 ou UCP4
- SLC25A14 ou UCP5

Les protéines découplantes jouent un rôle important en physiologie notamment dans la thermogenèse en cas d'exposition au froid ou d'hibernation car, en découplant la chaîne de transport d'électrons de la production d'ATP, elle permet à la respiration cellulaire de libérer de la chaleur au lieu de synthétiser de l'ATP. La production de telles protéines découplantes augmente sous l'effet de l'hormone thyroïdienne, de l'adrénaline, de la noradrénaline et de la leptine.